# Tournoi de tennis de Brasilia
Le tournoi de tennis de Brasilia (Brésil) est un tournoi de tennis professionnel masculin du circuit (ATP). La seule édition de l'épreuve a été organisée sur moquette en 1991.

## Palmarès messieurs

### Simple
| No | Date       | Nom et lieu du tournoi  | Catégorie    | Dotation  | Surface         | Vainqueur    | Finaliste      | Score         |  |
| -- | ---------- | ----------------------- | ------------ | --------- | --------------- | ------------ | -------------- | ------------- |  |
| 1  | 09-09-1991 | Phillips Open, Brasilia | World Series | 225 000 $ | Moquette (ext.) | Andrés Gómez | Javier Sánchez | 6-4, 3-6, 6-3 |  |

### Double
| No | Date       | Nom et lieu du tournoi  | Catégorie    | Dotation  | Surface         | Vainqueurs               | Finalistes                   | Score    |  |
| -- | ---------- | ----------------------- | ------------ | --------- | --------------- | ------------------------ | ---------------------------- | -------- |  |
| 1  | 09-09-1991 | Phillips Open, Brasilia | World Series | 225 000 $ | Moquette (ext.) | Kent Kinnear Roger Smith | Ricardo Acioly Mauro Menezes | 6-4, 6-3 |  |